# Urgleptes kuscheli
Urgleptes kuscheli es una especie de escarabajo longicornio del género Urgleptes, tribu Acanthocinini, subfamilia Lamiinae. Fue descrita científicamente por Linsley & Chemsak en 1966.
La especie se mantiene activa durante el mes de marzo.

## Descripción
Mide 3,5 milímetros de longitud.

## Distribución
Se distribuye por Costa Rica.